# Eloeophila superlineata
Eloeophila superlineata är en tvåvingeart som först beskrevs av Doane 1900.  Eloeophila superlineata ingår i släktet Eloeophila och familjen småharkrankar. Inga underarter finns listade i Catalogue of Life.